# Метро, Поль
Поль Метро́ (нем. Paul Metraux) — швейцарский кёрлингист.
В составе мужской сборной Швейцарии участник чемпионата мира 1970 (заняли шестое место).
Играл на позиции третьего.

## Команды
| Сезон   | Четвёртый     | Третий     | Второй      | Первый       | Турниры           |
| ------- | ------------- | ---------- | ----------- | ------------ | ----------------- |
| 1969—70 | Ролан Шенкель | Поль Метро | Эрнст Пошон | Мишель Вейль | ЧМ 1970 (6 место) |

(скипы выделены полужирным шрифтом)